# Judith van Beieren (925-985)
Voor de tweede echtgenote van Lodewijk de Vrome, zie Judith van Beieren
Judith van Beieren (925 - 29 juni, kort na 985), was hertogin van Beieren. Ze was de oudste dochter van Arnulf de Boze van de Beieren en Judith van Sülichgau.
Ze was de echtgenote van Hendrik I van Beieren, en door haar huwelijk trad het hertogdom Beieren toe tot het groeiende Heilige Roomse Rijk. Hun zoon was Hendrik II van Beieren (bijgenaamd de ruziezoeker), voor wie zij na de dood van Hendrik in 955 als regentes optrad. Behalve Hendrik II had zij ook nog twee dochters; Hedwig, die reeds op haar vijftiende hertogin van Zwaben werd en Gerberga, die abdis van de abdij van Gandersheim werd. Zij maakte een pelgrimstocht naar Jeruzalem.
In 974 was zij betrokken bij een samenzwering tegen keizer Otto II van het Heilige Roomse Rijk. Naast haar zoon, Hendrik II van Beieren, deden daar ook bisschop Abraham van Freising, de hertog van Bohemen, Polen en verschillende andere leden van de clerus en de adel aan mee, die allen ontevreden waren over het beleid van de vorige keizer, Otto I de Grote. Het plan werd echter ontdekt en relatief gemakkelijk onderdrukt. Na 974 trok Judith van Beieren zich terug in de abdij van Niedermünster in Regensburg, waar zij naast haar man werd begraven.

## Voorouders
| Voorouders van Judith van Beieren (925-985) | Voorouders van Judith van Beieren (925-985)                               | Voorouders van Judith van Beieren (925-985)                               | Voorouders van Judith van Beieren (925-985)                               | Voorouders van Judith van Beieren (925-985)                               | Voorouders van Judith van Beieren (925-985)                               | Voorouders van Judith van Beieren (925-985)                               | Voorouders van Judith van Beieren (925-985)                               | Voorouders van Judith van Beieren (925-985)                               |
| ------------------------------------------- | ------------------------------------------------------------------------- | ------------------------------------------------------------------------- | ------------------------------------------------------------------------- | ------------------------------------------------------------------------- | ------------------------------------------------------------------------- | ------------------------------------------------------------------------- | ------------------------------------------------------------------------- | ------------------------------------------------------------------------- |
| Overgrootouders                             | ? (-) ∞ ? (-)                                                             | ? (-) ∞ ? (-)                                                             | Berthold I van Zwaben (–) ∞ Gizela (-)                                    | Berthold I van Zwaben (–) ∞ Gizela (-)                                    | Unruoch III (–) ∞ Gisela (821-874)                                        | Unruoch III (–) ∞ Gisela (821-874)                                        | ? (-) ∞ ? (-)                                                             | ? (-) ∞ ? (-)                                                             |
| Grootouders                                 | Luitpold van Karinthië (–) ∞ Cunigonde van Zwaben (-)                     | Luitpold van Karinthië (–) ∞ Cunigonde van Zwaben (-)                     | Luitpold van Karinthië (–) ∞ Cunigonde van Zwaben (-)                     | Luitpold van Karinthië (–) ∞ Cunigonde van Zwaben (-)                     | Eberhard van de Sülichgau (–) ∞ Gisela van Verona (-)                     | Eberhard van de Sülichgau (–) ∞ Gisela van Verona (-)                     | Eberhard van de Sülichgau (–) ∞ Gisela van Verona (-)                     | Eberhard van de Sülichgau (–) ∞ Gisela van Verona (-)                     |
| Ouders                                      | Arnulf I van Beieren (880-937) ∞ ca. 890 Judith van Sülichgau (ca. 870-?) | Arnulf I van Beieren (880-937) ∞ ca. 890 Judith van Sülichgau (ca. 870-?) | Arnulf I van Beieren (880-937) ∞ ca. 890 Judith van Sülichgau (ca. 870-?) | Arnulf I van Beieren (880-937) ∞ ca. 890 Judith van Sülichgau (ca. 870-?) | Arnulf I van Beieren (880-937) ∞ ca. 890 Judith van Sülichgau (ca. 870-?) | Arnulf I van Beieren (880-937) ∞ ca. 890 Judith van Sülichgau (ca. 870-?) | Arnulf I van Beieren (880-937) ∞ ca. 890 Judith van Sülichgau (ca. 870-?) | Arnulf I van Beieren (880-937) ∞ ca. 890 Judith van Sülichgau (ca. 870-?) |